# Литвишко, Олег Владимирович
Оле́г Влади́мирович Литви́шко (род. 10 марта 1967, Волгоград) — советский и российский композитор, аранжировщик, звукорежиссёр.

## Биография
Олег Литвишко родился 10 марта 1967 года в Волгограде. Учился в Российском государственном университете нефти и газа им. Губкина.
С 1989 года в качестве клавишника, аранжировщика и звукорежиссёра работал в проектах Владимира Рацкевича. До 2006 года Рацкевич и Литвишко также были авторами и композиторами нескольких сотен мелодий для различных телеканалов. Работал в программе «Взгляд» в течение всего времени её существования, делал музыкальное оформление эфира.
Музыку для рекламы начал писать в 1997 году. Тогда же на некоторое время стал работать в студии-мастерской «N'..muzic», основанной Владимиром Рацкевичем, сотрудничал с различными исполнителями и телекомпаниями, в том числе с центром компьютерного дизайна «2 крыла».
С 1999 года с аранжировок на альбоме «Нижняя тундра» началось сотрудничество с Александром Ф. Скляром и его рок-группой «Ва-Банкъ». Затем вышла совместная песня на диске «КИНОпробы». После него были аранжировки на сольном альбоме «Ведьмы и стервы», а в 2007 году появился совместный альбом Скляра и Литвишко «Город X».
В 2000 году стал штатным сотрудником ОРТ (с 2002 года — «Первый канал»), заняв должность композитора в Отделе видеодизайна Дирекции «ОРТ-Дизайн». Помимо этого, Олегу Литвишко почти полностью принадлежит музыкальное оформление каналов «Спорт» и «7ТВ» (до 2005 года).
Писал музыку для художественных, документальных и мультипликационных фильмов. Делал музыкальное оформление для телеканала «Югра» (г. Ханты-Мансийск). Принимал участие в работе над альбомами «Песни моряков» (2009) и «Иосиф Бродский: Звуки речи» (2010).
Выпустил на сайте «Круги» в соавторстве с поэтом-переводчиком Андреем Логутовым несколько альбомов: «False Alarm» (2009), «Blind Mother» (2011), «Non-Positive Embroidery» (2013), «My Only True Faithful» (2014).
Весной 2022 года покинул штат «Первого канала». 27 декабря того же года выпущен совместный альбом Олега и Дарьи Литвишко, Андрея Логутова, Андрея Суротдинова, Анны Чайковской и Ирины Евдокимовой «MMXXII».

## Композиторские работы

### Телевидение
- ТВ-6
  - ТВ-6 рекомендует (1996—2000)
  - О.С.П.-студия (1997—1999) (в 2001—2004 годах также на РТР и СТС) аранжировка музыки Алексея Соловьёва
  - Я знаю всё! (2000—2002)
  - Сегодня (май—сентябрь 2001)
  - Забытый полк (2001—2002) (в 2002—2003 годах также на ТВС)
  - В нашу гавань заходили корабли (2001—2002) (в 2002—2003 годах также на ТВС) аранжировка музыки
  - Временная программа передач ТВ-6 (июль—декабрь 2001)
  - Обратный отсчёт (2001—2002)
- НТВ
  - Живые новости (1996—1999)
  - Ролики «НТВ-Плюс» «Ваш телевизор способен на большее!» (1999—2001)[11]
  - Путешествия натуралиста (1999—2002) (в 2002—2006 годах также на «Первом канале» и «Культуре»)
  - Полундра! (1999—2001) (в 2003—2005 годах также на СТС)
  - Дог-шоу «Я и моя собака» (1999—2001) фоновая музыка[12]
  - Своя игра[13] (2001—2013) аранжировка музыки Александра Иванова
  - Один за всех (2002—2003)
  - Обозреватель (2003—2004)
  - Цена удачи (2005—2006)
  - Игры разумов (2023 — настоящее время)
- РТР/Россия/Россия-1
  - На ночь глядя (1997)
  - Сам себе режиссёр (1997—2018) (под видеосюжеты) (в 2007—2018 годах аранжировка музыки к заставке)
  - Вовремя (1997—1998)
  - Финиш-бар (1997)
  - Дежурная часть (1998—2002)
  - Русское лото (1999—2017) (также на Спорте и НТВ)
  - Диалоги о рыбалке (1999—2017) (также на 7ТВ, Россия-2 и Матч ТВ)
  - На «Титанике» (1999) (аранжировки песен)
  - Сто к одному (2000—2013) аранжировка музыки Александра Иванова
  - Панорама кино (2001—2002)
  - Комната смеха (2002—2011) (под титры)
  - Утренняя почта (2002—2019)
  - Не скуЧАЙ! (2003—2004)
  - Короткое замыкание[14] (2003—2004)
  - Игра воображения (2007)
  - Вечерний квартал (2012) (под титры)
  - Наш человек (2015)
- ТВ Центр
  - Петровка, 38 (1997—1999)[15]
- 7ТВ
  - Империя спорта (2002—2003)
  - 7 дней спорта (2002)
  - Заставки, отбивки, шапки (2002—2005)
  - Просто спорт (2004)
  - Часы телеканала (2004—2005)
  - 7 новостей (2004—2005)
- Третий канал
  - Заставки, отбивки, шапки (2001—2002)
- ОРТ/Первый канал
  - Очевидное — невероятное. Век XXI (1997—1998) (в 1998—2000 годах также на каналах РТР и «Прометей АСТ») ремиксы классических композиций
  - Седьмое чувство (2000—2001)
  - Заставки, отбивки, шапки (2000—2023)
  - Время (2000 — настоящее время) аранжировка музыки
  - Времена (2000—2008)
  - Спецрепортаж (2000—2002)
  - Однако (2001 — настоящее время)
  - Большая стирка (2001—2004)
  - Библиомания (2001—2002)
  - Независимое расследование (2001—2003)
  - Новости (2001 — настоящее время)
  - КВН. 40 лет шутя. Фрагменты биографии (2001—2002) аранжировка музыки
  - Шпигель в программе «Время» (октябрь 2001)
  - Другое время (2001—2002)
  - Новогодняя ночь на ОРТ-2002 (2001)
  - Шутка за шуткой (2002—2004)
  - Форс-мажор (2002—2004)
  - Фабрика звёзд (2002—2007)
  - Смехопанорама (2002—2004)
  - Канал «Новый день» (2002—2005)
  - Документальный детектив (2002—2005) (заставка)
  - Доброе утро (2002 — настоящее время)
  - Спецназ (2002—2005)
  - Новогодняя ночь на Первом-2003 (2002)
  - Кривое зеркало (2003—2004)
  - На футболе (2003—2004)
  - Основной инстинкт (2003—2005)
  - Серебряный шар (2003)
  - Просто смех (2003—2004)
  - Премьер-лига КВН (2003—2020) (заставка и фанфары)
  - Город женщин (2003—2004) аранжировка музыки из одноимённого кинофильма
  - Телекомпания «ЖИВЫЕ НОВОСТИ» (2003—2005) (в 2006—2007 годах также на «Культуре»)
  - Прогноз погоды (2003—2004)
  - Умницы и умники (2003—2005), музыка секундомера используется до сих пор
  - Выборы президента России (2004—2012)
  - Властелины колец (2004)
  - Пять вечеров (2004—2005)
  - Рубрика «Спорт» в программе «Ночное Время» (2004—2005)
  - Новогодний вечер с Максимом Галкиным-2005 (2004)
  - Розыгрыш (2005)
  - Большая премьера (2005)
  - Премьера со зрителями / Закрытый показ (2005—2021)
  - Большое кулинарное путешествие (2005)
  - Пять вечеров / Пусть говорят (2005 — настоящее время) (также аранжировки к новогодним праздникам и к 5-летнему юбилею программы)
  - Лолита. Без комплексов (2005—2007)
  - Весёлые картинки (2005—2006)
  - Большой обед (2005)
  - Судите сами (2005—2011)
  - Бисквит (2005—2007)
  - Гордон 2030 (2005—2006)
  - Что? Где? Когда? (2005 — настоящее время) аранжировка музыки
  - Новогодний вечер с Максимом Галкиным-2006 / Вечер с Максимом Галкиным (2005—2006)
  - Большой спор (2006—2007)
  - Формула красоты (2006)
  - Малахов+ / Доброго здоровьица! (2006—2010, 2012—2014)
  - Доктор Курпатов (2006—2007)
  - Другие новости (2006—2008)
  - Comedy Club на Первом (2006—2007)
  - Новогодний бенефис Максима Галкина-2007 (2006)
  - Зверинец (2007)
  - Хочу знать (2007—2013)
  - Минута славы (2007—2014)
  - Доброй ночи (2007—2008)
  - Модный приговор (2007 — настоящее время)
  - Проводы Старого года. Оливье-шоу-2008 (2007)
  - Контрольная закупка (2008—2018)
  - В мире людей (2008) аранжировка музыки
  - Воскресное Время / Толстой. Воскресенье (2008 — настоящее время)
  - Шпигель в программе «Воскресное Время» / Большая игра (10 февраля 2008, 2018 — настоящее время)
  - Познер (2008 — настоящее время)
  - Проект «Общее дело» (2009—2010)
  - Достояние республики (2009—2016)
  - Встреча со зрителями (2009—2010)
  - Участок (2009—2010)
  - Новости спорта (2010 — настоящее время)
  - Раньше всех (2010)
  - Чистота на миллион (2010—2011)
  - Счастье есть! (2010—2011)
  - Знакомство с родителями (2010)
  - ЖКХ (2010—2012)
  - Приговор (2011)
  - Свобода и справедливость (2011—2013)
  - Женский журнал (2011 — настоящее время)
  - Выборы в Государственную думу и президента России (2011, 2012)
  - В контексте / Структура момента (2012, 2014—2016)
  - Гражданин Гордон (2012)
  - Добрый день (2012, 2014)
  - Между нами, девочками (2012)
  - Время обедать (2012—2014)
  - Давай поженимся! (2012 — настоящее время)
  - Дёшево и сердито (2012—2013)
  - Проводы Старого года. Новогодняя ночь на Первом-2013 (2012)
  - Новогодний смех (2013)
  - Угадай мелодию (2013 — настоящее время) аранжировка музыки
  - Я подаю на развод (2013)
  - Пока ещё не поздно (2013)
  - Политика (2013—2016)
  - В наше время (2013—2014)
  - Наедине со всеми (2013—2017)
  - Они и мы (2013—2014)
  - Проводы Старого года. Новогодняя ночь на Первом / Лучшее за 25 лет / 30 лет вместе (2013—2015, 2017, 2020, 2024)
  - Кабаре без границ (2014)
  - Дело ваше… (2014)
  - Новости часа (2014—2018)
  - Время покажет (2014 — настоящее время)
  - Три аккорда (2014—2023) аранжировка музыки к песне группы «Дети»
  - Мужское / Женское (2014 — настоящее время)
  - Толстой. Воскресенье (2014)
  - Теория заговора (2014—2020)
  - Горько! (2015)
  - Коллекция Первого канала (2015)
  - Открытие Китая (2016—2019)
  - Таблетка (2016)
  - МаксимМаксим (2016—2017)
  - Часовой (2016 — настоящее время)
  - Про любовь (2016—2019)
  - 31 декабря. Новогоднее шоу / Новогодняя ночь на Первом-2017 (2016)
  - ТилиТелеТесто (2017)
  - Вокруг смеха (2017)
  - Честное слово (2017—2021)
  - На самом деле (2017—2022)
  - Сегодня вечером (2017 — настоящее время)
  - Бабий бунт (2017)
  - Время кино (2017)
  - В гости по утрам (2018)
  - Твоя игра (2018)
  - Видели видео? (2018 — настоящее время)
  - Сегодня. День начинается (2018—2019) заставки рубрик
  - Высшая лига КВН (2018—2023) аранжировка заставки и фанфар
  - Живая жизнь (2019)
  - Семейные тайны (2019)
  - Главная роль (2019)
  - Наши люди / Камера. Мотор. Страна (2019)
  - Право на справедливость (2019—2020)
  - Проверено на себе (2020)
  - У нас все дома (2020)
  - Гражданская оборона (2020)
  - Новогодний маскарад-2021 (2020)
  - Я почти знаменит (2021)
  - Доктора против Интернета (2021)
  - Выборы в Государственную думу / АнтиФейк / РЭБ / Выборы президента России (2021—2024)
  - Новогодняя ночь на Первом. 30/20/10 лет спустя (2021—2023)
- Культура
  - Киберкультура (1997—1998) (в 1998—1999 годах на РТР под названием «Компьютер»)
  - Большие (2006—2008)
- 31 канал/М1
  - Без страховки (1999—2000)
  - Заставки, отбивки, шапки (2002—2005)
- СТС
  - Первое свидание (2001—2002) аранжировка музыки Сергея Чекрыжова
  - Шоу-бизнес (2001—2002)
  - Добрый вечер с Игорем Угольниковым (2001—2002)
  - Знай наших! (2001—2002)
  - Чёрно-белое (2002—2003)
  - Детские шалости (2008—2009)
  - Это мой ребёнок?! (2010—2012) (в 2013—2015 годах также на канале Disney)
  - Спой! (2011)
- MTV Россия
  - Заставки, отбивки, шапки (2002—2008)
  - 12 злобных зрителей (2003—2005)
  - News Блок / News Блок Weekly (2004—2008)[16]
  - MTV Russia Music Awards (2004—2007)
- ТНТ
  - Служба личных новостей (2003)
  - Слава за минуту (2003)
  - ТВ-Мен спешит на помощь (2003)
  - Голод (2003—2005)
  - Миллион долларов на Новый год (2004)
  - Верю — не верю (2005—2006)
  - Битва экстрасенсов / Экстрасенсы ведут расследование (2007—2019)
  - Кулинарный дозор (2007)
  - Загадки шоу-бизнеса (2007)
- Заставки, отбивки, шапки телеканала ТВ-3 (2004—2008)
- РЕН ТВ
  - Дорогая передача (2005)
  - Ретромания (2007)
  - Куклы против (2008)
- Заставка кинокомпании «Леан-М» (2005—2022)
- Спорт/Россия-2
  - Золотой пьедестал (2005)
  - Вести-спорт (2007—2013)
  - Неделя спорта (2007—2013)
  - Страна спортивная (2007—2013)
  - Задай вопрос министру (2008—2015)
  - Язь против еды (2012—2015)
- Программы телеканалов Цифрового телесемейства «Первого канала» (2007—2014)
- Мир
  - Добро пожаловать! (2010—2015)
  - Всемирные игры разума (2019—2022)
- Перец
  - Счастливый конец (2012—2014)
  - Машина (2014—2015)
- Канал Disney
  - Устами младенца (2013—2014)
- Карусель
  - Перемешка (2015—2018)
- Интер
  - Про жизнь (2012)

### Радио
- Будьте здоровы (Радио России, 2013 — настоящее время)

### Телевизионная реклама
- 100 рецептов красоты
- KitKat[17]
- Mountain Dew
- Олейна
- Панангин
- Талосто (Сам Самыч)
- Техносила
- Растишка
- Толстяк
- Bounty
- Фрутоняня
- Чистая линия
- Fruttis (1997—1998)[18]
- Milky Way (1998—2000)
- Aquafresh (1998—1999)
- Kitekat (1999—20??)
- Blend-a-med (1999—2005)
- Савинов (1999—2004)
- Фруктовый сад (2000—20??)
- Ehrmann (2000—2005)
- Mr. Muscle (2000—2008)
- Domestos (2001—2002)
- Rich (2002—2021)[17]
- Orbit (2002—2003)
- Aqua Minerale (2002—2006)
- Весёлый молочник (2002—2005)
- Я (2003—2005)[17]
- Maggi (2003)
- Nuts (2003—20??)
- Picnic (2003—2009)
- Услада (2004—2005)
- Чёрный жемчуг (2004—2009)
- Русское море (2004) (аранжировка темы «В Кейптаунском порту»)[19]
- Dirol (2005—2009)
- Билайн (апрель 2005)
- Snickers (2006)
- Citroen (2006)
- Stimorol (2006—2009)
- Savage (2006—2009) (аранжировка музыки к песне «What a wonderful world»)
- Тонус (2006—2007)
- Супер Джинс (2006—2007)
- МТС (2006—2007)
- Банк Москвы (2010)
- Газпромбанк (2011)[20]
- Солнечная линия (2011)
- Беседа (2011)
- Махеевъ (2012—2022)
- Евросеть (2012)
- Русский бриллиант (2013)
- Донстрой (2014)
- Здрайверы (2014)
- Kia (2014)
- Горячая штучка (2015)

### Фильмы и сериалы
- 1999—2004 — 33 квадратных метра (аранжировка музыки А. Соловьёва)
- 2000—2009 — От Ильича до Кузьмича (м/с)
- 2002—2003 — Назло рекордам!?
- 2002 — Линия защиты
- 2008 — Снежный человек
- 2010 — Хранители сети
- 2010 — Везуха! (м/с)
- 2011 — Судьба на выбор[21]
- 2013 — Мой личный лось (м/ф)
- 2013 — Неаккуратная история (м/ф)
- 2013 — Так не бывает (м/ф)
- 2013 — Немного о себе (м/ф)
- 2015 — Видеть музыку (м/ф)
- 2016 — Не свадебное путешествие
- 2017 — Про Диму (м/ф)
- 2017 — Мечта
- 2017 — Уроки счастья
- 2017 — Машкин дом
- 2017 — Плохая дочь
- 2018 — Пусть будет Лиза
- 2019 — Фантом
- 2019 — Технарь
- 2019—2020 — Просто о важном. Про Миру и Гошу (м/с)
- 2020 — Распутье
- 2020 — Найди нас, мама!
- 2020 — Чистые руки
- 2020 — Клуб «Вопросики» (м/с)
- 2021 — Срок давности
- 2022 — Весна перемен
- 2023 — Чужой ребёнок

### Компьютерные игры
- 2001 — Демиурги
- 2002 — Ну, погоди! Выпуск 1: Погоня